# Berit Aunli
Berit Kristine Aunli, geb. Kvello (* 9. Juni 1956 in Stjørdal), ist eine ehemalige norwegische Skilangläuferin. Sie ist mit Ove Aunli verheiratet.
Aunli gewann ihre erste Medaille bei den Olympischen Winterspielen 1980 in Lake Placid, als sie mit der norwegischen Staffel Bronze holte. Ihr internationaler Durchbruch gelang bei den Weltmeisterschaften 1982 in Oslo, wo sie drei Goldmedaillen (5 km, 10 km, Staffel) gewinnen konnte. Daraufhin gewann sie die Wahl zu Norwegens Sportlerin des Jahres. Weiterhin errang sie auf der 20-km-Distanz noch Silber. Bei den Olympischen Winterspielen 1984 in Sarajevo gewann sie erneut Gold mit der Staffel.
Im Skilanglauf-Weltcup siegte Aunli in vier Rennen, 1982 gewann sie die Gesamtwertung. Sie erhielt 1982 die Morgenbladet-Goldmedaille, 1983 die Holmenkollen-Medaille. Das Mitglied des Sportvereins Strindheim IL war darüber hinaus 15-mal norwegische Meisterin.

## Erfolge

### Olympische Winterspiele
- 1980 in Lake Placid: Bronze mit der Staffel
- 1984 in Sarajevo: Gold mit der Staffel, Silber über 5 km

### Weltmeisterschaften
- 1982 in Oslo: Gold über 5 km, Gold über 10 km, Gold mit der Staffel, Silber über 20 km
- 1985 in Seefeld: Silber mit der Staffel

### Norwegische Meisterschaften
- 1973: Bronze mit der Staffel
- 1977: Gold über 5 km, Gold über 10 km, Gold mit der Staffel, Silber über 20 km
- 1978: Gold über 5 km, Gold über 20 km, Gold mit der Staffel, Bronze über 10 km
- 1980: Gold über 5 km, Gold über 10 km, Gold über 20 km, Gold mit der Staffel
- 1981: Gold über 5 km, Gold über 10 km, Gold mit der Staffel
- 1982: Gold über 5 km, Gold über 10 km
- 1984: Bronze über 10 km
- 1988: Bronze mit der Staffel
- 1995: Bronze mit der Staffel

### Weltcupsiege im Einzel
| Nr. | Datum             | Ort   | Disziplin               |
| --- | ----------------- | ----- | ----------------------- |
| 1.  | 19. Februar 1982  | Oslo  | 10 km Individualstart 1 |
| 2.  | 22. Februar 1982  | Oslo  | 5 km Individualstart 1  |
| 3.  | 3. März 1984      | Lahti | 5 km Individualstart    |
| 4.  | 18. Dezember 1984 | Davos | 10 km Individualstart   |

### Weltcup-Gesamtplatzierungen
| Saison  | Platz | Punkte |
| ------- | ----- | ------ |
| 1981/82 | 1.    | 136    |
| 1982/83 | -     | -      |
| 1983/84 | 7.    | 89     |
| 1984/85 | 4.    | 96     |
| 1985/86 | 15.   | 27     |
| 1986/87 | 41.   | 6      |